# Muhamed Hadžiefendić
Muhamed Hadžiefendić (Tuzla, 1898. – Tuzla, 1943.), bio je hrvatski časnik muslimanske vjeroispovjesti koji se borio u prvom i drugom svjetskom ratu.

## Životopis

### Mladost
Muhamed Hadžiefendić je rođen 1898. godine u Tuzli, u staroj i uglednoj obitelji. Poslije osnovnog obrazovanja u rodnom gradu, pohađao je Trgovačku akademiju u Sarajevu. Želja njegovog oca je bila da ga sin naslijedi na čelu obiteljskog trgovačkog poduzeća, ali je mladi Muhamed pokazivao više sklonosti ka vojničkoj karijeri. Početkom Prvog svjetskog rata stupio je kao dragovoljac u 3. bosansko-hercegovačku pješačku pukovniju. Iz rata se vratio s činom poručnika, te je naslijedio oca u njegovim trgovačkim poslovima. No, usporedno s tim, nastavio je i vojničko usavršavanje, izvanredno polažući ispite na Vojnoj akademiji u Beogradu, da bi 1938. bio proglašen rezervnim majorom Jugoslavenske kraljevske vojske. 

### Drugi svjetski rat
Početkom Drugog svjetskog rata, Muhamed Hadžiefendić je mobiliziran u Jugoslavensku kraljevsku vojsku, ali se poput skoro svih hrvatskih i muslimanskih časnika odbio boriti se za interese velikosrpskih krugova u Beogradu. Kapitulacija Jugoslavije ga je zatekla u Vodicama kod Sinja, gdje organizira obranu lokalnog hrvatskog pučanstva od ostataka jugoslavenske vojske u rasulu. Ubrzo po stvaranju NDH vraća se u rodnu Tuzlu i aktivira u domobranstvu. Priznat mu je čin bojnika i postavljen je za zapovjednika III. bojne 8. pješačke pukovnije.

### Hadžiefendićeva legija
Prilikom napada srpskih ustanika s Ozrena na većinski muslimansko mjesto Puračić, početkom studenog 1941. godine, domobrane Hadžiefendićeve III. bojne zahvatila je panika i počeli su se u neredu povlačiti. Hadžiefendić je s pištoljem u ruci djelomično zaveo stegu i vratio domobrane na položaje, ali je uvidio da su daleko veći otpor pružili naoružani domaći ljudi. Hadžiefendić je shvatio da domobrani - a bili su to uglavnom vojni obveznici iz Slavonije (dok su u isto vrijeme domobrani iz Bosne služili po Slavoniji) - nisu imali motivacije da se bore tako daleko od svojih kuća, u tuđem i nepoznatom kraju. Posljedica toga je bila činjenica da oružane snage NDH nisu bile u stanju pružiti učinkovitu zaštitu muslimanskim naseljima izloženim strahovitim četničkim napadajima i pokoljima. Stoga je bojnik Hadžiefendić odlučio osnovati jednu samozaštitnu vojnu formaciju organiziranu na teritorijalnom principu.
Hadžiefendić je 7. prosinca posjetio ministra domobranstva Slavka Kvaternika, izloživši mu svoje prijedloge. Kvaternik se složio s tom idejom, te se Hadžiefendić vratio u Tuzlu i 20. prosinca pozvao općinske načelnike, predstavnike vojnih vlasti i druge ugledne ljude na sastanak na kojem je dogovoren ustroj formacije pod nazivom Dobrovoljački odjel narodnog ustanka bojnika Hadžiefendića. Formacija je ustrojena dva dana kasnije i isprva se sastojala iz nekoliko satnija raspoređenih po selima istočno od Tuzle i oko Živinica, koja su tada neposredno bila ugrožena četničkim napadima. Nepuna četiri mjeseca kasnije, Dobrovoljački odjel je preimenovan u Zdrug dobrovoljačke legije Hadžiefendića, da bi u svibnju taj zdrug konačno bio preustrojen u Domobransku dobrovoljačku pukovniju ili Domdo pukovniju. Pukovnija se sastojala od stožera u Tuzli, te šest bojni raspoređenih po gradovima i mjestima sjeveroistočne Bosne (Tuzli, Gračanici, Brčkom, Bijeljini, Zvorniku i Puračiću). U narodu je najčešće nazivana "legijom", dok su je partizani i četnici nazivali "muslimanskom legijom".
Hadžiefendić je kao organizator Domdo formacija uživao izniman ugled i veliku popularnost u muslimanskim sredinama sjeveroistočne Bosne.

### Hadžiefendić i 13. SS divizija
Bojnik Muhamed Hadžiefendić je u političkom pogledu bio blizak tzv. bošnjačkim autonomistima u Sarajevu, političkoj grupaciji koja se zalagala za izdvajanje Bosne i Hercegovine iz sastava NDH i njezino stavljanje pod izravan njemački protektorat, što svjedoče i izvještaji predstavnika policijskog atašea u njemačkom konzulatu u Sarajevu, Rudolfa Treua. S tim u vezi, djelatnici UNS-a su sastavili nekoliko povjerljivih izvještaja o "protudržavnom radu" bojnika Hadžiefendića, slikajući najcrnjim bojama njegovu pukovniju. Hadžiefendić je podržao osnivanje SS divizije od bosansko-hercegovačkih muslimana, jer su autonomisti općenito taj korak promatrali kao njemačku podršku njihovim zahtjevima. U svrhu promicanja za vrbovanje dragovoljaca, Hadžiefendić je tijekom ožujka i travnja 1943. obišao nekoliko bosanskih gradova, a naposljetku je i sam pristupio u Waffen SS, gdje je dobio čin SS-Sturmbannführera (bojnika). Međutim, njegov primjer nisu slijedili drugi časnici DOMDO pukovnije: nekoliko njih je odmah dezertiralo u partizane (među njima i čuveni književnik Meša Selimović), uputivši više proglasa muslimanima da ne idu u SS, već da podrže partizane. To je za vlasti NDH bilo previše, pa je bojnik Hadžefendić odmah smijenjen s mjesta zapovjednika DOMDO pukovnije. Ipak, nije se aktivirao ni u Waffen SS-u, zbog zdravstvenih problema. Cijelo ljeto 1943. je proveo na liječenju u Zagrebu, a vratio se u Tuzlu negdje u rujnu iste godine.
Ubijen u masovnim likvidacijama tijekom 40-dnevne partizanske vlasti u Tuzli, kad su ju, iako uz ogorčene borbe, relativno lako zauzeli. Tad su partizani i pristaše ubili u Tuzli više desetaka ljudi, a u drugim mjestima okolice gdje su partizani ovladali također su se dešavale slične likvidacije i zločini.
Nakon što su partizani zauzeli Tuzlu 2. listopada, Hadžiefendiću je u prvom redu ostavljena sloboda, ali su partizani napokon odlučili da ga kao opasnog političkog protivnika likvidiraju. Hadžiefendić je uhićen 7. listopada i izveden pred vojni sud. U presudi je navedeno da je Hadžiefendić bio "jedan od glavnih organizatora SS formacija za njemačku vojsku", čime je "služio okupatoru i radio protiv interesa naroda, u prvom redu muslimana, čije je sinove (...) bacao na ratnu klaonicu za račun okupatora", te da je "prilikom zadnjeg pokušaja okupatora i ustaških bandi da upadnu u oslobođenu Tuzlu (...) rovario i radio protiv interesa Narodno-oslobodilačke vojske, stvarajući paniku i unoseći nemir među stanovništvo". Hadžiefendić je osuđen na smrt i strijeljan zajedno s preko pedeset drugih građana Tuzle, Bošnjaka, Hrvata, pa čak i Srba, koje su komunisti ocijenili "neprijateljskim elementima". Njegovi posmrtni ostaci su kasnije preneseni i pokopani ispred Jalske džamije u Tuzli.
Zbog ubojstva popularnog Hadžiefendića, ovdašnji muslimani su se razočarali i evidentno su pale simpatije prema NOP-u, dotad evidentne tijekom prethodnih mjeseci. Posljedično se ponovo okupljaju, organiziraju i jačaju Domdo vodovi i satnije. Nastaju u mjestima gdje ih prije nije bilo, ali sad pod popularnim imenom "zeleni kadar". Za razliku od stare Hadžiefendićeve Domdo legije, zauzele su znatno čvršći stav prema partizanima koji je ostao sve do konačnice rata.
Prije nekoliko godina, došlo je do inicijative da se bojnik Hadžiefendić i službeno rehabilitira, te da se po njemu nazove jedna ulica u Tuzli, ali to je propalo zbog medijskog protivljenja koje je pokrenula Bosanska stranka.

## Vanjske poveznice
- Esad S TIHIĆ, Jedinice Domobranske Dobrovoljačke pukovnije(DOMDO) na teritoriji Trebave, Ratiša i Posavine (1942-1943.)  Arhivirana inačica izvorne stranice od 4. studenoga 2007. (Wayback Machine)

- Domdo Regiment Hadžiefendić (also Domdo Regiment Tuzla, Moslem Legion)by H.L. deZeng IV